# Карпенко, Галина Михайловна
Галина Михайловна Карпенко (род. 23 марта 1948) ― советский и российский педагог, учительница, Почётный гражданин города Саратова, директор лицея №15 Заводского района города Саратова (с 1992 года), заслуженный учитель Российской Федерации.

## Биография
Родилась 23 марта 1948 года в городе Камышине Волгоградской области в семье служащих. В 1966 году завершила обучение в средней общеобразовательной школе №8 города Камышина. Поступила на химический факультет Московского государственного университета, но после скоропостижной смерти родного отца ей пришлось после окончания первого курса перевестись учиться в Саратовский государственный университет имени Н.Г.Чернышевского. В 1972 году она завершила обучение на химическом факультете, став дипломированным химиком.
С 1966 по 1970 годы, обучаясь в высшем учебном заведении, трудилась секретарём комсомольской организации Технического училища №35 города Саратова. С 1970 по 1972 годы была инструктором отдела комсомольских организаций обкома ВЛКСМ Саратова.
С 1973 по 1983 годы, после окончания ВУЗа, стала работать в Саратовском политехническом техникуме сначала методистом, затем заведующей практикой, преподавателем химии, физики, заведующей буровым отделением.
С марта 1983 года её супруг получил направление на работу в Калмыкию, в город Элисту. Галина Михайловна переехала вместе с мужем и стала работать в тресте «Калмнефтегазразведка» инженером производственного технического обучения кадров, а затем старшим мастером Учебно-курсового комбината ПГО «Нижневолжскгеология».
В 1990 году вся семья возвратилась в Саратов и она трудоустроилась учителем химии, а позже стала работать заместителем директора средней общеобразовательной школы №15 города Саратова. В 1992 году была назначена директором МОУ «Лицей №15» Заводского района Саратова. Продолжает работать до настоящего времени. 
Активно участвует в общественной жизни города Саратова. Являлась членом Общественной Палаты Саратовской области. В 2012 году решением Саратовской городской Думы ей присвоено звание "Почётный гражданин города Саратова". Победитель регионального конкурса «Лидер в образовании», Российско-Американского конкурса директоров школ по программе «АСПРЯЛ» департамента США совместно с Министерством образования и науки Российской Федерации.
Замужем. Воспитала сына. Проживает в городе Саратове. 

## Награды и звания
- Заслуженный учитель Российской Федерации,
- Отличник народного просвещения РСФСР.

- Почётный гражданин города Саратова (2012).
- другие медали